# Karina Vnukova
Karina Vnukova (ur. 27 marca 1985 w Wilnie) – litewska lekkoatletka specjalizująca się w skoku wzwyż. Jej rekordami życiowymi są wyniki 1,87m na zewnątrz uzyskany 2 lipca 2008 w Strasburgu, oraz 1,91m w hali uzyskany 26 stycznia 2008 w Wilnie.

## Osiągnięcia
| Rok  | Impreza                              | Miejsce          | Konkurencja | Lokata      | Wynik |
| ---- | ------------------------------------ | ---------------- | ----------- | ----------- | ----- |
| 2001 | Olimpijski festiwal młodzieży Europy | Murcja           | Skok wzwyż  | 2. miejsce  | 1,75  |
| 2002 | Mistrzostwa Litwy                    | Kowno            | Skok wzwyż  | 2. miejsce  | 1,78  |
| 2005 | Mistrzostwa Litwy                    | Kowno            | Skok wzwyż  | 2. miejsce  | 1,76  |
| 2006 | Mistrzostwa Litwy                    | Kowno            | Skok wzwyż  | 2. miejsce  | 1,79  |
| 2007 | Halowe mistrzostwa Europy            | Birmingham       | Skok wzwyż  | 16. miejsce | 1,84  |
| 2007 | Młodzieżowe mistrzostwa Europy       | Debreczyn        | Skok wzwyż  | 6. miejsce  | 1,86  |
| 2007 | Młodzieżowe mistrzostwa Europy       | Debreczyn        | Trójskok    | —           | NM    |
| 2007 | Mityng Kowno                         | Kowno            | Skok wzwyż  | 1. miejsce  | 1,83  |
| 2007 | Mistrzostwa Litwy                    | Kowno            | Skok wzwyż  | 1. miejsce  | 1,85  |
| 2007 | Mistrzostwa Litwy                    | Kowno            | Trójskok    | 2. miejsce  | 12,70 |
| 2008 | Mistrzostwa Litwy                    | Kowno            | Skok wzwyż  | 1. miejsce  | 1,83  |
| 2008 | Igrzyska olimpijskie                 | Pekin            | Skok wzwyż  | 23. miejsce | 1,85  |
| 2009 | Drużynowe mistrzostwa Europy         | Bańska Bystrzyca | Skok wzwyż  | 3. miejsce  | 1,81  |
| 2009 | Uniwersjada                          | Belgrad          | Skok wzwyż  | 16. miejsce | 1,75  |
| 2009 | Mistrzostwa Litwy                    | Kowno            | Skok wzwyż  | 1. miejsce  | 1,83  |
| 2010 | Mistrzostwa Litwy                    | Kowno            | Skok wzwyż  | 3. miejsce  | 1,70  |
| 2011 | Mistrzostwa Litwy                    | Kowno            | Trójskok    | 2. miejsce  | 13,18 |
| 2012 | Mistrzostwa Litwy                    | Kowno            | Skok wzwyż  | 2. miejsce  | 1,70  |